# Olga Ernestowna Bessonowa

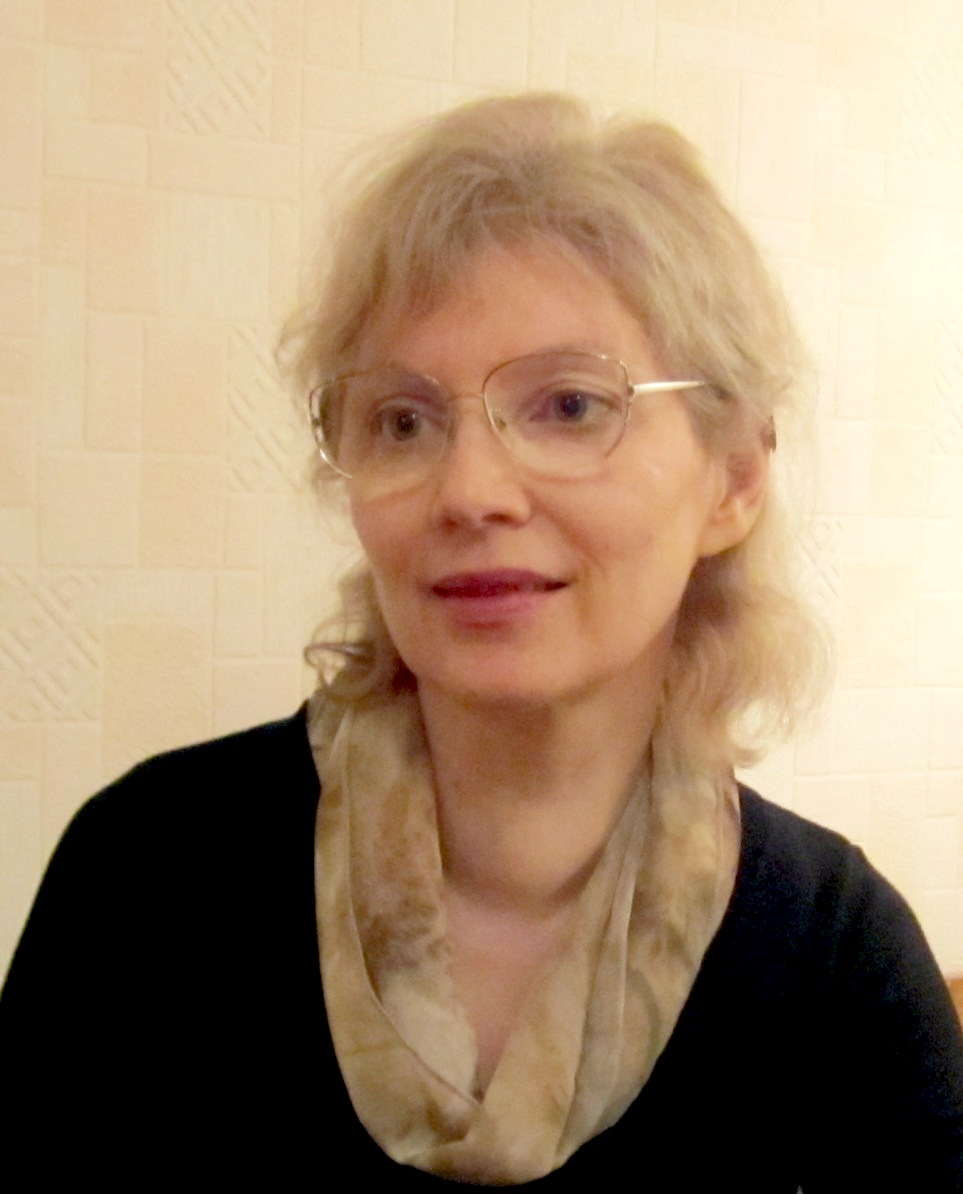
Olga Ernestowna Bessonowa

Olga Ernestowna Bessonowa (russisch Ольга Эрнестовна Бессонова; * 17. Oktober 1958 in Nowosibirsk) ist eine sowjetische bzw. russische Ökonomin und Soziologin.

## Leben
Bessonowa studierte 1975–1980 an der Universität Nowosibirsk (NGU) in der Wirtschaftskybernetik-Fakultät. Seitdem arbeitete sie im Institut für Ökonomie und Industrieproduktionsorganisation (IEOPP) der Sibirischen Abteilung (SO) der Akademie der Wissenschaften der UdSSR (AN-SSSR, seit 1991 Russische Akademie der Wissenschaften (RAN)). Auch gehört sie zum Kollektiv der Nowosibirsker Ökonomie-Soziologie-Schule (NESSch).
Zunächst war Bessonowa Aspirantin bei Tatjana Saslawskaja in der Abteilung für soziale Probleme des IEOPP. Bessonowa analysierte die Phänomene der sowjetischen Wohnungsbaupolitik mit kostenfreier Wohnungsverteilung und verglich sie mit der Wohnungsbaupolitik in Großbritannien. 1989 war sie Gastwissenschaftlerin an der University of Manchester bei Teodor Schanin. Sie verteidigte 1990 im IEOPP ihre  Dissertation über Entstehung, Kern und Konturen der Reform des sowjetischen Wohnungssystems mit Erfolg für die Promotion zur Kandidatin der soziologischen Wissenschaften.
Nach dem Zerfall der Sowjetunion 1991 registrierte Bessonowa in Nowosibirsk in den Jahren 1992–1996 die Einführung privater marktwirtschaftlicher Gesellschaften in die kommunale Wohnungsbauwirtschaft und entwickelte eine Theorie der Verteilungswirtschaft. In einem Moskauer Interzentr-Projekt wurden 1992–1993 Verteilungs- und Marktbeziehungen mit gegenseitiger Wechselwirkung entwickelt. 1998 verteidigte sie ihre Doktor-Dissertation über eine institutionelle Theorie der Wirtschaftsentwicklung Russlands mit Erfolg für die Promotion zur Doktorin der soziologischen Wissenschaften.
Seit 2007 ist Bessonowa Mitarbeiterin des Zentrums für Russlandkunde des Instituts für wissenschaftliche Information über Sozialwissenschaften (INION) der RAN. 2009 wurde sie Leiterin einer Gruppe zur Erarbeitung einer Wohnungsstrategie für Sibirien und die Oblast Nowosibirsk.